# HK36突擊步槍
HK36是一款由德国槍械製造商黑克勒&科赫於1970年代早期所設計和生產的試驗和研究型突击步枪，發射特製的4.6×36毫米口徑步枪子彈。
當時，由於美国採用了M16及5.56×45毫米北約口徑步枪子彈和作戰使用，使小口徑軍用步槍子彈的研究變得越來越受歡迎。
HK36發射由CETME博士貢特爾沃斯（英語：Gunther Voss）設計的、具有“勺子點”（Löffelspitz）的4.6×36毫米口徑步枪子彈。低重量的子彈和直線型設計的步槍可以大大減少後座力。高槍口初速的子彈能夠令它在300公尺（984.25英尺，328.08码）內的子彈彈道幾乎保持平直，但最大缺點是限制其有效射程。除了這一點，子彈亦會很快就會失速。

## 操作
HK36仍採用源自使用黑克勒-科赫的初代步槍HK G3的滾輪延遲反衝式槍機系統，具有四個射擊模式位置的選擇開關。這射擊模式從上到下順序分別是安全的（標記為“0”）、半自動（“1”）、全自動（“25”或“30”）和控制點放（“3”）。然而，該武器本身亦可具有2、3、4或5發點放。
空彈殼會從槍身右側拋出槍外，而槍機具有無彈後定功能，會在所有彈藥射盡以後自動後退並且保持開放。

## 彈匣
武器的早期版本具有一個標準的沖壓金屬製成的可拆卸式彈匣。
後期的原型的重新裝填方法則是從一個不尋常的現代系統出發。該步槍具有一個永久性固定裝在機匣下方、扳機護環前方的金屬盒子；這個彈匣具有一扇從左側向前開啟的裝彈活門， 彈匣兩側底端各有一個滾花狀按鈕，按鈕與裝有托彈簧的鏈條相連。步槍子彈則另外放置在容量為30發的預封裝式輕合金製彈盒當中。裝填彈匣時，將彈匣底端的按鈕往下壓，鏈條伸長並伸出於彈匣之外，這樣托彈板就在被向下拉的同時壓縮托彈簧。固定的彈匣左側打開以後，將彈盒放置在托彈板上面，再拉一下鏈條，固定扣解脫，於是托彈板上抬，通過彈盒的內壁托住槍彈。既無頂蓋也無底蓋的開放式彈盒以帶子捆住防止槍彈掉出，因此可使彈匣的托彈板可以推動子彈進步槍膛室射擊。
這種設計的概念和現在的主流相反，主要目的是為了減輕重量以及減少對個別子彈的處理。

## 衍生型
如前所述，早期型號使用了常規的可拆卸式彈匣，而後來的版本有整體。此外，大多數的步槍似乎都配備了與其他大多數黑克勒-科赫武器（例如G3和MP5）所裝上的類型都完全不同的可伸縮式槍托，但也有一些具有固定式塑料製槍托。

## 遺產
儘管從未受任何軍隊使用，該步槍所顯著的保留了三連射的基本概念和集成光学及紅點瞄準鏡（提把式瞄具）。各種創新的設計令黑克勒&科赫在未來設計槍械有著新的想法，尤其是在設計HK MP7 PDW和HK G36突擊步枪的時候讓這些概念也已重新抬頭。

## 資料來源
1. 1 2 3 4 5 6 7 8 9 10 11 12 13 14 15  Hobart, Major F.W.A. . London: Jane's Yearbooks. 1975: 239–241.
2. 1 2 3 4 5  Hogg, Ian V.; Weeks, John.  3. London: Arms and Armour Press. 1977: 162–163. ISBN 0 85368 301 8.
3. 1 2 3 4  .   [2012-03-21]. （原始内容存档于2012-02-24）.

## 外部連結
- （英文）—HKPRO—HK36（页面存档备份，存于）
- （英文）—The Firearm Blog—H&K’s Other 4.6: The 4.6x36mm HK36（页面存档备份，存于）
- （简体中文）—D Boy Gun World（槍炮世界）—HK36自动步枪（页面存档备份，存于）